# Gefle IF

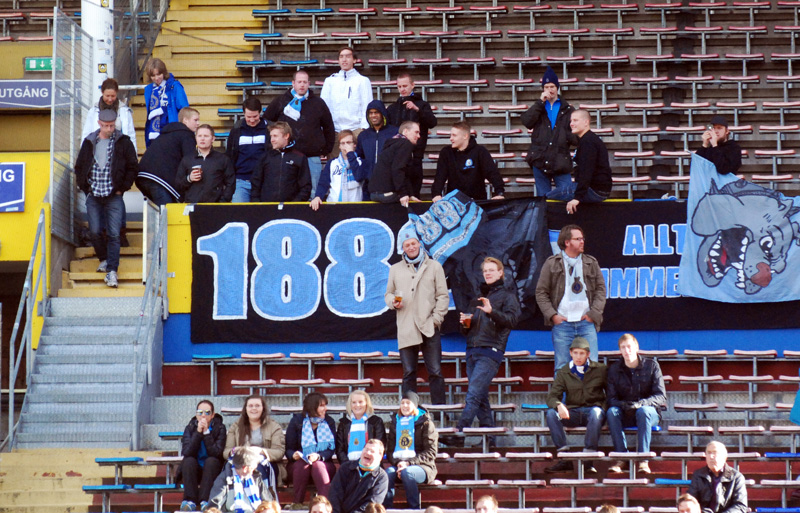
Fanoušci Gefle IF

Gefle IF (celým názvem Gefle Idrottsförening) je švédský fotbalový klub z města Gävle, který byl založen v roce 1882. Svá domácí utkání hraje na stadionu Strömvallen s kapacitou 7 300 míst. Klubové barvy jsou modrá a bílá.
Jediným větším úspěchem klubu na domácí scéně je druhé místo ve švédské poháru Svenska Cupen v roce 2006, kdy ve finále v Solně před necelými 3 400 diváky podlehl týmu Helsingborgs IF 0:2.
V sezóně 2012 umístil na 11. místě švédské ligové soutěže Allsvenskan.

## Úspěchy
- Svenska Cupen (švédský fotbalový pohár) - 1× 2. místo (2006)[4][3]

## Výsledky v evropských pohárech
| Soutěž             | Sezóna  | Kolo        | Soupeř               | Doma | Venku | Celkem | Postup  |
| ------------------ | ------- | ----------- | -------------------- | ---- | ----- | ------ | ------- |
| Pohár UEFA         | 2006/07 | 1. předkolo | Llanelli AFC         | 1:2  | 0:0   | 1:2    | vyřazen |
| Evropská liga UEFA | 2010/11 | 1. předkolo | NSÍ Runavík          | 2:1  | 2:0   | 4:1    | postup  |
| Evropská liga UEFA | 2010/11 | 2. předkolo | FC Dinamo Tbilisi    | 1:2  | 1:2   | 2:4    | vyřazen |
| Evropská liga UEFA | 2013/14 | 1. předkolo | Narva JK Trans       | 5:1  | 3:0   | 8:1    | postup  |
| Evropská liga UEFA | 2013/14 | 2. předkolo | Anorthosis Famagusta | 4:0  | 0:3   | 4:3    | postup  |
| Evropská liga UEFA | 2013/14 | 3. předkolo | Qarabağ FK           | 0:2  | 0:1   | 0:3    | vyřazen |